# 바빌론 회의

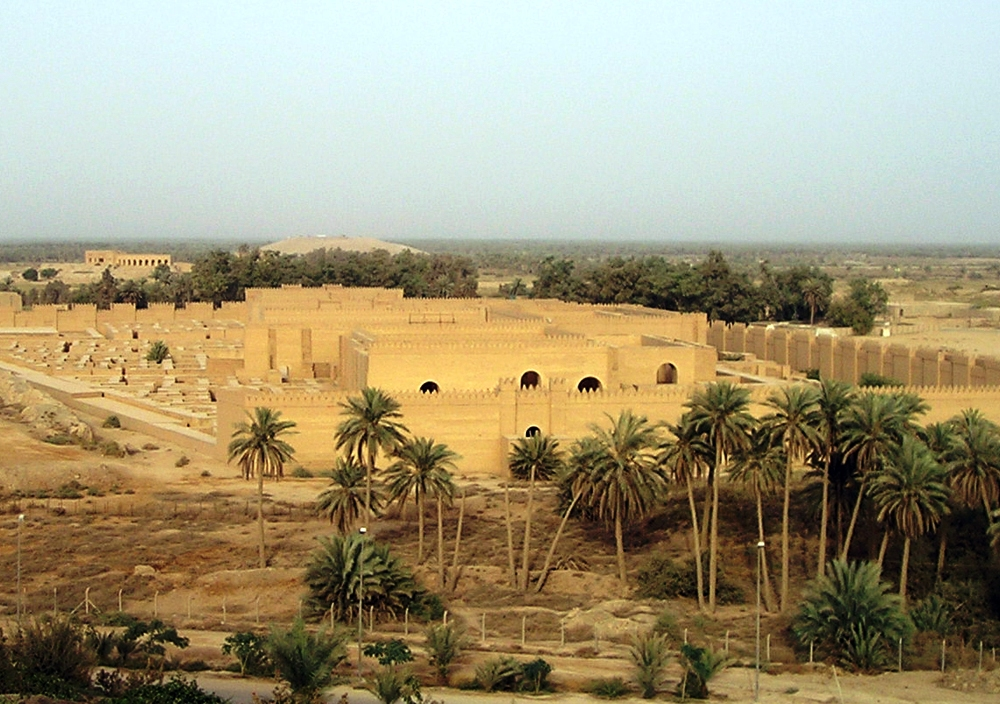
오늘 날의 바빌로니아 유적

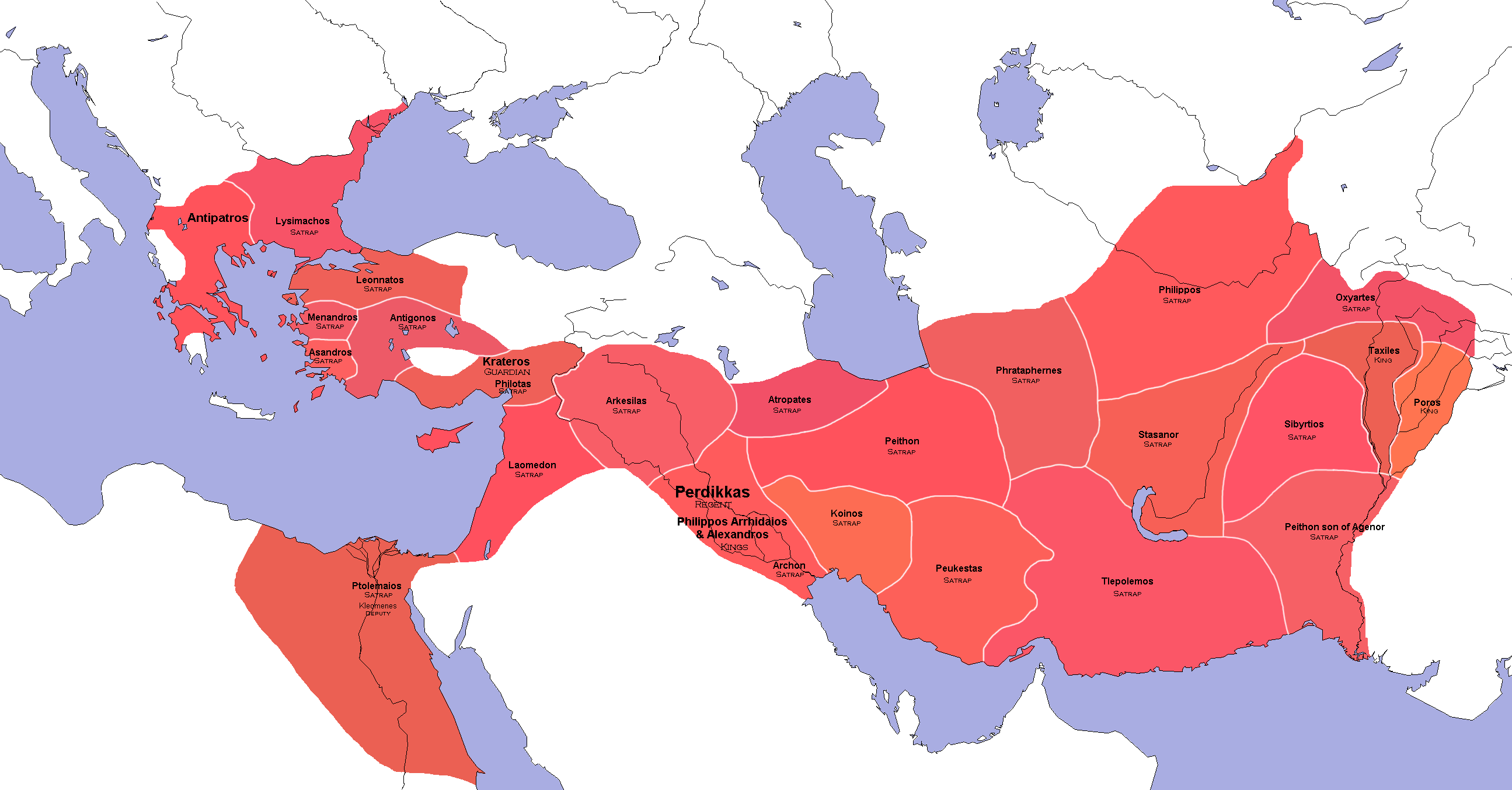
사트라프의 핵심 통치 지역, 디오도로스와 아리아노스

바빌론 회의(Partition of Babylon)는 기원전 323년에 알렉산더 대왕의 사후 곧 개최된 대왕의 장군들(디아도코이)에 의한 영토 분할을 결정한 회의이다.

## 개요
알렉산드로스 대왕이 급서했을 때, 왕비 록사네는 임신 중이었지만 탄생할 아이의 성별이 밝혀지지 않기 때문에 남겨진 신하들 사이에서 왕위 계승 순서에 대해서 의견이 충돌했다. 네아르코스는 대왕과 후궁 바르시네의 아들 헤라클레스를 밀었지만, 그는 서자였기 때문에 찬동자는 나타나지 않았다. 이어 한 명의 병사가 알렉산드로스의 이복형 아리다이오스의 이름을 외치자, 그를 지지한 멜레아그로스가 반대한 페르디카스와 대립했다. 페르디카스는 록사네의 복중의 아이가 남자일 가능성에 희망을 걸고 출산을 기다렸다가 출산 후에 섭정을 두어야 한다고 주장했다.
에우메네스의 중재로 타협의 산물로 체결된 협정은 아리다이오스가 필리포스 3세로 즉위하는 대신 록사네의 아들(후에 알렉산드로스 4세)이 남자라면 자신을 필리포스의 공동통치자로 왕위에 올려 그의 섭정으로 페르디카스가 통치하게 하자는 것이었다. 섭정 페르디카스는 대왕의 유장들과 사트라프 들에게 대왕 유언을 배분하는 것을 주도했다.
또한 곧 멜레아그로스와 그를 지지하는 약 300명의 병사는 페르디카스에 의해 살해되었다.

## 결정 내용

### 신임자
바빌론 회의의 구체적인 결정 내용을 담은 사료는 여러 가지가 존재하지만, 내용에 다소 차이가 있다. 따라서 여기에서는 아래의 다섯 사료를 비교하여 정리한다.
- 디오도로스의 《역사총서》(Bibliotheca Historica) XVIII권의 3절
- 쿠르티우스 루푸스의 《알렉산더 대왕전》 10권의 10장
- 유니아누스 유스티누스 초록, 폼페이우스 트로구스 지음 《지중해 세계사》 XIII권 4절
- 포티오스의 저작 《비블리오테카》(Bibliotheca)에 기록된 아리아노스와 덱시포스의 사료

|                 | 바빌론 분할 | 바빌론 분할 | 바빌론 분할 | 트리파라디소스 분할 | 트리파라디소스 분할 |
| 역할 또는 지역  | 디오도로스 | 유스티누스 | 아리아노스+ / 덱시포스* | 디오도로스 | 아리아노스 |
| --------------- | --- | --- | --- | --- | --- |
| 마케도니아의 왕 | 필리포스 3세 | 필리포스 3세 | 필리포스 3세+ | 필리포스 3세 - 알렉산더 4세 | 필리포스 3세 - 알렉산더 4세 |
| 섭정            | 페르디카스 | 페르디카스 | 페르디카스+ | 안티파트로스 | 안티파트로스 |
| 콤파니온 사령관 | 셀레우코스 | 셀레우코스 | n/a | 카산드로스 | 카산드로스 |
| 근위대 사령관   | n/a | 카산드로스 | n/a | n/a | n/a |
| 마케도니아      | 안티파트로스 | 안티파트로스 | 안티파트로스+* - 크라테로스+ | 안티파트로스 | 안티파트로스 |
| 일리리아        | 안티파트로스 | 필로 | 안티파트로스+* - 크라테로스+ | 안티파트로스 | 안티파트로스 |
| 에피로스        | 안티파트로스 | n/a | 안티파트로스+* - 크라테로스+ | 안티파트로스 | 안티파트로스 |
| 그리스          | 안티파트로스 | 안티파트로스 | 안티파트로스+* - 크라테로스+ | 안티파트로스 | 안티파트로스 |
| 트라키아        | 리시마코스 | 리시마코스 | 리시마코스+* | 리시마코스 | 리시마코스 |
| 프리기아        | 레온나토스 | 레온나토스+* | 레온나토스 | 아리다이오스 | 아리다이오스 |
| 프리기아        | 안티고노스 | 안티고노스 | 안티고노스+* | 안티고노스 | 안티고노스 |
| 팜필리아        | 안티고노스 | 네아르코스 | 안티고노스+* | 안티고노스 | 안티고노스 |
| 리키아          | 안티고노스 | 네아르코스 | 안티고노스+* | 안티고노스 | 안티고노스 |
| 카리아          | 아산드로스 | 카산드로스 | 카산드로스+ | 아산드로스 | 아산드로스 |
| 리디아          | 메난데로스 | 메난데로스 | 메난데로스+* | 클레이토스 | 클레이토스 |
| 카파도키아      | 에우메네스 | 에우메네스 | 에우메네스+* | 니카노르 | 니카노르 |
| 파플라고니아    | 에우메네스 | 에우메네스 | 에우메네스+* | 니카노르? | 니카노르? |
| 시칠리아        | 필로타스 | 필로타스 | 필로타스+* | 필로세노스 | 필로세노스 |
| 이집트          | 프톨레마이오스 | 프톨레마이오스 | 프톨레마이오스+* | 프톨레마이오스 | 프톨레마이오스 |
| 시리아          | 라오메돈 | 라오메돈 | 라오메돈+* | 라오메돈 | 라오메돈 |
| 메소포타미아    | 아르케실라오스 | 아르케실라오스 | 아르케실라오스* | 암피마코스 | 암피마코스 |
| 바빌로니아      | 아르콘 | 페우케스타스 | 셀레우코스* | 셀레우코스 | 셀레우코스 |
| 펠라스기아      | n/a | 아르콘 | n/a | n/a | n/a |
| 대 메디아       | 페이톤 | 아트로파테스 | 페이톤* | 페이톤 | 페이톤 |
| 소 메디아       | 아트로파테스 | 아트로파테스 | n/a | n/a | n/a |
| 수사            | n/a | 스퀴노스 | n/a | 안티게네스 | 안티게네스 |
| 페르시아        | 페우케스타스 | 틀레폴레모스 | 페우케스타스* | 페우케스타스 | 페우케스타스 |
| 카르마니아      | 틀레폴레모스 | n/a | 네오프톨레모스* | 틀레폴레모스 | 틀레폴레모스 |
| 아르메니아      | n/a | 프라타페르네스 | n/a | n/a | n/a |
| 히르카니아      | 프라타페르네스 | 필리포스 | 프라타페르네스 | 필리포스? | 필리포스? |
| 파르티아        | 프라타페르네스 | 니카노르 | n/a | 필리포스 | 필리포스 |
| 소그디아나      | 필리포스 | 스키타이오스 | 필리포스* | 스타사노르 | 스타사노르 |
| 박트리아        | 필리포스 | 아민타스 | n/a | 스타사노르 | 스타사노르 |
| 드란기아나      | 스타사노르 | 스타사노르 | 스타사노르* | 스타산드로스 | 스타산드로스 |
| 아리아          | 스타사노르 | 스타사노르 | 스타사노르* | 스타산드로스 | 스타산드로스 |
| 아라코시아      | 시뷔르티오스 | 시뷔르티오스 | 시뷔르티오스* | n/a | 시뷔르티오스 |
| 게드로시아      | 시뷔르티오스 | 시뷔르티오스 | 시뷔르티오스* | n/a | 시뷔르티오스? 2 |
| 파로파미시아    | 옥시아르테스 | 옥시아르테스? 3 | 옥시아르테스* | 옥시아르테스 | 옥시아르테스 |
| 펀자브          | 타크실레스 | 타크실레스 | 타크실레스* | 타크실레스 | 타크실레스 |
| 인도            | 포로스 | 페이톤 | 포로스* | 포로스 | 포로스 |
| 간다라          | 페이톤 | 페이톤 | 페이톤 | 페이톤 | 페이톤 |
| 도표 주석       | 1 = 데크시포스와 아리아노스는 옥시아르테스가 박트리아의 태수로 남았다고 주장 2 = 명백한 언급은 업고, 추정만 3 = 옥시아르테스는 유스티누스의 "Extarches"를 참조 | 1 = 데크시포스와 아리아노스는 옥시아르테스가 박트리아의 태수로 남았다고 주장 2 = 명백한 언급은 업고, 추정만 3 = 옥시아르테스는 유스티누스의 "Extarches"를 참조 | 1 = 데크시포스와 아리아노스는 옥시아르테스가 박트리아의 태수로 남았다고 주장 2 = 명백한 언급은 업고, 추정만 3 = 옥시아르테스는 유스티누스의 "Extarches"를 참조 | 1 = 데크시포스와 아리아노스는 옥시아르테스가 박트리아의 태수로 남았다고 주장 2 = 명백한 언급은 업고, 추정만 3 = 옥시아르테스는 유스티누스의 "Extarches"를 참조 | 1 = 데크시포스와 아리아노스는 옥시아르테스가 박트리아의 태수로 남았다고 주장 2 = 명백한 언급은 업고, 추정만 3 = 옥시아르테스는 유스티누스의 "Extarches"를 참조 |

### 연임
인도, 박트리아의 국가는 현직의 사트라프가 통치를 연임했다. 연임이라고 해도 사료에 의한 차이는 발생하고 있다. 또한, 쿠르티우스 루푸스의 사료와 아리아노스의 사료에 이 지역에 대한 구체적인 설명은 남아 있지 않다.

## 수정
위의 결정은 페르디카스 사후 기원전 321년에 개최된 《트리파라디소스 회의》에서 수정되었다.

## 같이 보기
- 디아도코이
- 디아도코이 전쟁